# Desmocerus palliatus
D. palliatus (tên tiếng Anh: Elderberry Borer) là một loài Cerambycidae thấy ở Bắc Mỹ.

## Môi trường sống
Loài này phân bố từ Oklahoma, miền trung Bắc Mỹ, đến những phần phía nam của dãy núi Appalachian.

## Hình ảnh

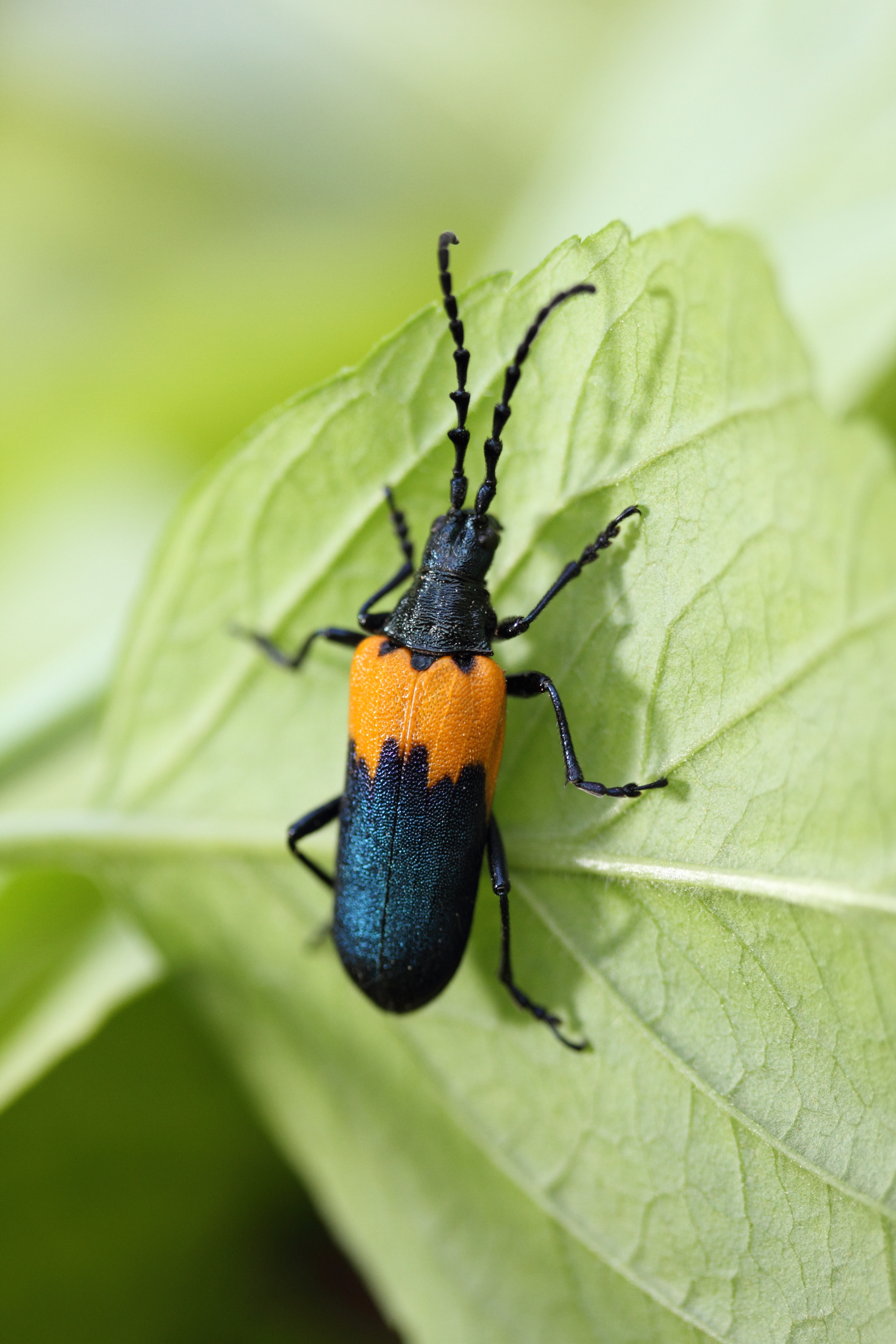